# Larchant
Larchant település Franciaországban, Seine-et-Marne megyében. Lakosainak száma 729 fő (2022. január 1.). Larchant Chevrainvilliers, Saint-Pierre-lès-Nemours, Villiers-sous-Grez, Amponville, La Chapelle-la-Reine, Grez-sur-Loing és Guercheville községekkel határos.

## Népesség
A település népességének változása:
| Lakosok száma | 760  | 723  | 753  | 696  | 686  | 681  | 697  | 713  | 729  |
|               | 2013 | 2015 | 2016 | 2017 | 2018 | 2019 | 2020 | 2021 | 2022 |